# Aeródromo de Gardelegen
O Aeródromo de Gardelegen foi uma base militar na Alemanha, localizada a 5 km a este de Gardelegen.

## História
O aeródromo foi construído durante os anos 30 para a Luftwaffe. A sua história durante o decorrer da Segunda Guerra Mundial é incerta, porém sabe-se que a 23 de Janeiro de 1945 ocorreu um grave acidente em que um avião Junkers Ju 88 embateu contra um edifício aquando da descolagem, matando os seus tripulantes.
As forças norte-americanas instalaram-se no aeródromo em Abril de 1945, abandonando-o em Julho. Posteriormente, os habitantes locais foram usando o que restava do aeródromo para reconstruir as suas próprias casas. O local, porém, continuou a ser usado ocasionalmente como área de exercícios para o exército soviético.
Actualmente é um campo industrial, não restando nada do antigo aeródromo.